# YUBA liga 1955
La YUBA liga 1955 è stata l'11ª edizione del massimo campionato jugoslavo di pallacanestro maschile. La vittoria finale è stata ad appannaggio della Stella Rossa.

## Regular season
|     | Squadra               | G  | V  | N | P  | PF    | PS    | Pt. | Qualificazione |
| --- | --------------------- | -- | -- | - | -- | ----- | ----- | --- | -------------- |
| 1.  | Stella Rossa Belgrado | 18 | 14 | 1 | 3  | 1.273 | 1.009 | 29  |                |
| 2.  | Proleter Zrenjanin    | 18 | 12 | 2 | 4  | 1.299 | 1.071 | 26  |                |
| 3.  | Partizan Belgrado     | 18 | 10 | 2 | 6  | 1.150 | 1.137 | 22  |                |
| 4.  | AŠK Lubiana           | 18 | 9  | 1 | 8  | 1.067 | 999   | 19  |                |
| 5.  | Lubiana               | 18 | 9  | 1 | 8  | 1.067 | 1.143 | 19  |                |
| 6.  | Lokomotiva Zagabria   | 18 | 8  | 0 | 10 | 1.059 | 1.070 | 16  |                |
| 7.  | Montažno Zagabria     | 18 | 8  | 0 | 10 | 1.138 | 1.163 | 16  |                |
| 8.  | Mladost Zagabria      | 18 | 6  | 4 | 8  | 1.093 | 1.148 | 16  |                |
| 9.  | BSK Belgrado          | 18 | 7  | 1 | 10 | 1.058 | 1.082 | 15  | retrocesse     |
| 10. | ŽKK Maribor           | 18 | 1  | 0 | 17 | 991   | 1.373 | 2   | retrocesse     |

| YUBA liga 1955          |
| ----------------------- |
| Stella Rossa 10º titolo |

## Formazione vincitrice
| N° | Naz.                  | Ruolo | Sportivo           |  | Alt. |  |
| -- | --------------------- | ----- | ------------------ |  | ---- |  |
|    | Jugoslavia (bandiera) |       | Ðorđe Konjović     |  |      |  |
|    | Jugoslavia (bandiera) |       | Borko Jovanović    |  |      |  |
|    | Jugoslavia (bandiera) |       | Branko Nešić       |  |      |  |
|    | Jugoslavia (bandiera) |       | Ladislav Demšar    |  |      |  |
|    | Jugoslavia (bandiera) |       | Ðorđe Andrijašević |  |      |  |
|    | Jugoslavia (bandiera) |       | Dragan Godžić      |  |      |  |
|    | Jugoslavia (bandiera) |       | Obren Popović      |  |      |  |
|    | Jugoslavia (bandiera) |       | Borislav Ćurčić    |  |      |  |
|    | Jugoslavia (bandiera) |       | Milan Bjegojević   |  |      |  |
|    | Jugoslavia (bandiera) |       | Vojislav Pavasović |  |      |  |
|    | Jugoslavia (bandiera) |       | Miroljub Čavić     |  |      |  |
|    | Jugoslavia (bandiera) |       | Radivoje Ostojić   |  |      |  |
|    | Jugoslavia (bandiera) | All.  | Nebojša Popović    |  |      |  |